# Чарівні Поппіксі
«Чарівні Поппіксі» (англ. PopPixie) — італійський анімаційний телесеріал, створений Іджініо Страффі. Його єдиний сезон транслювався на Rai 2 трохи більше ніж два місяці, з 10 січня по 22 березня 2011 року. У шоу представлені піксі, які вперше з'явилися як другорядні персонажі у другому сезоні «Клубу Вінкс». «Чарівні Поппіксі» орієнтований на молодших глядачів, з цільовою аудиторією від 4 до 6 років.
Мінісеріал уперше анонсований у травні 2009 року, і його перший епізод був попередньо показаний на MIPCOM. Після того, як Nickelodeon став співрозробником основної серії «Клуб Вінкс», компанія оголосила, що «Чарівні Поппіксі» транслюватимуться в її глобальній мережі каналів, починаючи з кінця 2011 року.

## Сюжет
Події «Чарівних Поппіксі» відбувається в маленькому містечку під назвою Піксівіль, яке населене такими істотами, як піксі, ельфи та гноми. Місто живиться зі стародавнього Дерева Життя, яке забезпечує піксі MagicPops, сферами, що містять добру магію, пов'язану з особливим талантом піксі. Якщо піксі використовує свій талант на благо, вона або він отримає MagicPop і стане PopPixie.